# Іванов Віталій Петрович
Івано́в Віталій Петрович (*3 червня 1952, селище Вишневка) — етнограф, доктор історичних наук (2006), заслужений працівник Чувашії (2008), почесний член президії Чуваського національного конгресу, лауреат Державної премії Чувашії в області науки і техніки (2001). Нагороджений медаллю ордена «За заслуги перед Вітчизною» 2-го ступеня (2013).

## Біографія
Віталій Петрович народився в селищі Вишневка Біжбуляцького району Башкортостану. 1976 року закінчив Чуваський державний університет (Чебоксари). У 1976—1978, 1981—1992 та з 1997 року працював у Чуваському інституті гуманітарних наук: з 2006 року — головний науковий співробітник, з 2013 року — завідувач відділом етнології й соціальних досліджень. У 1993—1996 роках був міністром культури і у справах національностей, у 1996 році — радник Президента Чувашії. З 2001 року — директор Фонду історико-культурологічних досліджень імені К. В. Іванова.

## Наукова робота
Наукова діяльність присвячена проблемам етнічної історії та культури чувашів, їхньої етнічної території, освіти чуваських діаспорних груп у різних регіонах Росії. У 1980-ті роки брав участь у низці етнографічних експедиціях у південні та південно-західні райони Башкортостану.
Автор понад 150 наукових робіт.

### Наукові праці
- Чуваши: этническая история и традиционная культура. Москва, 2000 (співавторство)
- Чувашский костюм от древности до современности. Москва-Чебоксары-Оренбург, 2002 (співавторство)
- Образование Чувашкой автономии: предпосылки, проекты, этапы. Чебоксары, 2010 (співавторство)
- История этнографии чувашского народа. Чебоксары, 2011